# Kann denn Liebe Sünde sein?
«Kann denn Liebe Sünde sein?» («¿Puede el amor ser un pecado?») es el quinto sencillo de la banda de metal industrial alemana Eisbrecher, extraído del álbum Sünde. Fue lanzado a la venta en 18 de julio de 2008 solamente en Alemania.

## Lista de canciones
1. "Kann denn Liebe Sünde Sein" - [4:51]
2. "Herzdieb" - [4:28]
3. "Kann denn Liebe Sünde Sein ([:SITD:] Remix)" - [4:03]

- Datos: Q12321228